# Cementerio General de Sucre
El Cementerio General de Sucre es un espacio funerario de administración municipal en la ciudad de Sucre, capital de Bolivia. Se halla en la calle José Manuel Linares.

## Historia
Fue inaugurado el 18 de enero de 1892 aunque la elaboración de los primeros planos corresponde a 1790. fue diseñado por el arquitecto Luis Nuñez del Prado.

## Características
El Cementerio fue declarado Patrimonio por la UNESCO en 2004, presenta características principalmente neoclásicas. Entre los hitos más destacados del cementerio tenemos personajes históricos del país por su labor política,así como personajes conocidos en la sociedad sucrense de siglos pasados.

### Mausoleos destacados
- Pedro Blanco Soto
- Adolfo Ballivián Coll
- José María Linares
- Hilarión Daza
- Narciso Campero Leyes
- Aniceto Arce Ruíz
- Gregorio Pacheco Leyes
- Hernando Siles Reyes
- Severo Fernández Alonso
- Mamerto Urriolagoitia Harriague
- Mártires de Ayo Ayo
- Francisco Argandoña Revilla y Señora

## Ritos funerarios y tanatoturismo

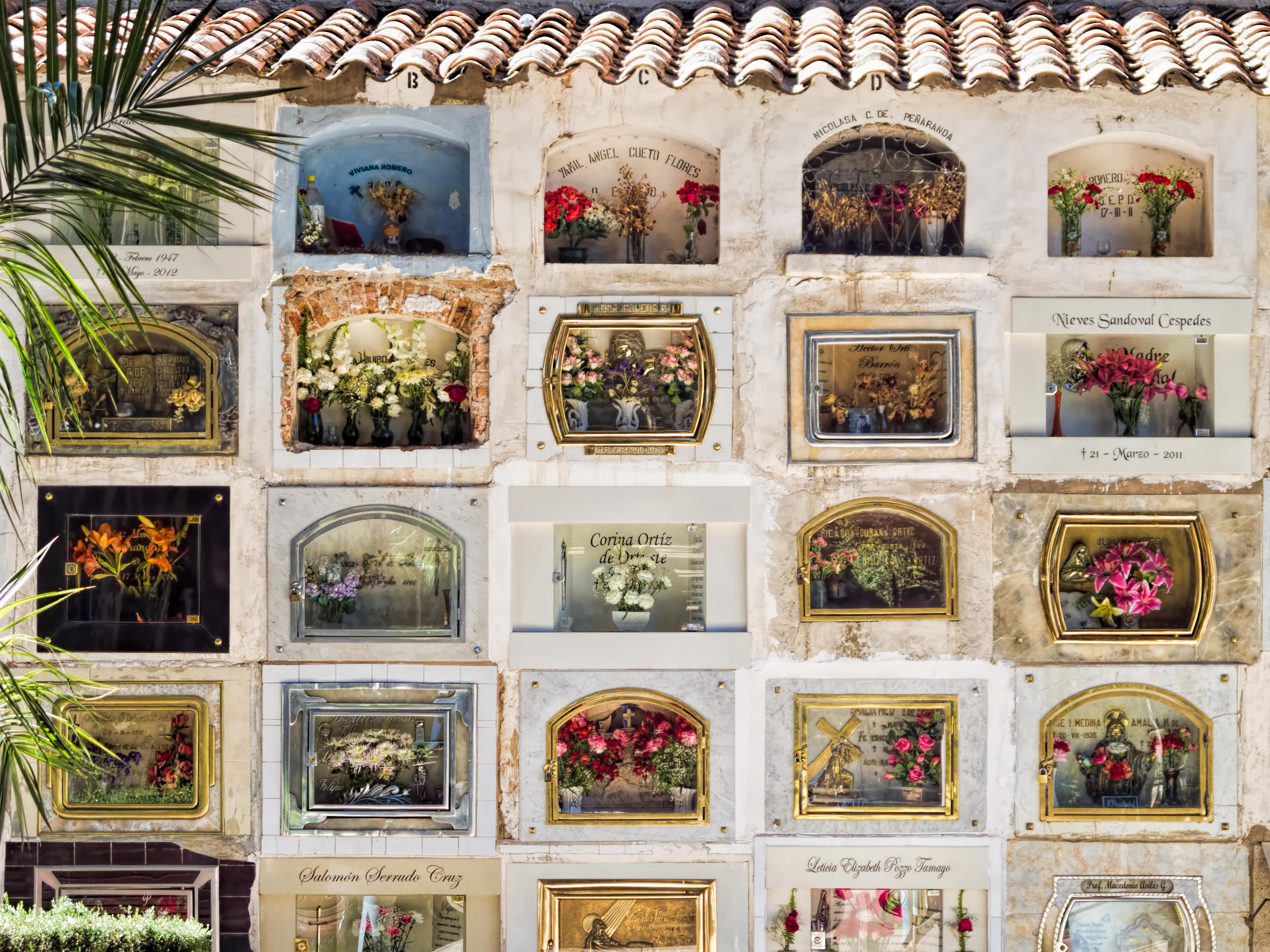
Nichos en bloque de entierro múltiple.

En el cementerio general de Sucre se desarrollan diferentes festividades relacionadas con la muerte y las relaciones de los habitantes locales con la memoria de los difuntos, algunas de ellas son: Fiesta de Todos los Santos.
Es Cementerio también es escenario de paseos culturales y es espacio de desarrollo de diferentes expresiones de ritualidad. Se ofrecen circuitos con guías locales para visitarlo por su alto valor patrimonial.